# Qədir Hüseynov
Qədir Hüseynov (beim Weltschachbund FIDE Gadir Guseinov; * 21. Mai 1986 in Moskau) ist ein aserbaidschanischer Schachspieler.

## Leben
Obwohl in Moskau geboren, wuchs Hüseynov in Sankt Petersburg auf. 1991 zog seine Familie nach Gəncə, Aserbaidschan. Von 1994 bis 1998 lebte die Familie berufsbedingt in Moskau und Hüseynov spielte in russischen Jugendnationalmannschaften. 1998 zog die Familie nach Baku.

## Schachkarriere
Im Mai 1994 gewann er achtjährig im rumänischen Băile Herculane die U10-Europameisterschaft und bekam dafür den Titel FIDE-Meister (FM). In der Geschichte der Schacheuropameisterschaften ist er damit der jüngste Gewinner und bis heute (Stand: Juli 2007) der jüngste Spieler im Schachsport, der den FM-Titel erhalten hat. Im Oktober 2000 wurde er Internationaler Meister, seit März 2002 trägt er den Großmeister-Titel. Die Normen für den GM-Titel erzielte er bei einem First Saturday-Turnier in Budapest im Juni 2001, die zweite Norm bei einem Turnier in der Ukraine im August 2001 und die dritte Norm ebenfalls im August 2001 beim Gewinn eines First Saturday-GM-Turniers in Budapest.
1996 gewann er die Moskauer und die russische U10-Meisterschaft, 1998 wurde er russischer U12-Meister. Im Juli 2003 gewann er ein GM-Turnier und im Oktober 2003 ein Open in Tambow. Beim Dubai Open im April 2007 belegte er, punktgleich mit dem Gewinner Lewan Panzulaia, den zweiten Platz.
Für Aserbaidschan nahm er an acht Schacholympiaden teil (2002, 2004, 2006, 2008, 2010, 2012, 2014 und 2022). 2004 in Calvià erhielt er für sein Ergebnis von 8 aus 10 am vierten Brett eine Bronzemedaille. Bei der Schacholympiade 2018 in Batumi war er Kapitän der aserbaidschanischen Mannschaft. Hüseynov nahm außerdem an den Mannschaftsweltmeisterschaften 2010, 2011 und 2013 und den Mannschaftseuropameisterschaften 2003, 2005, 2007, 2009, 2011 und 2013 teil. 2009 gewann er in Novi Sad und 2013 in Warschau die Mannschaftseuropameisterschaft, wobei er 2013 für sein Ergebnis von 4 aus 6 am Reservebrett eine individuelle Silbermedaille erhielt.
Vereinsschach spielt er außer in aserbaidschanischen (für SOCAR Baku, mit dem er 2012 den European Club Cup gewann, und für Odlar Yurdu) in iranischen (2005 für Petroshimi Bandaremam, ab 2006 für Sanate Nafte Abadan), türkischen (für Adana Truva Satranç), spanischen (ab 2008 für Servigar Binissalem), ukrainischen (2011 für den Meister A DAN DZO & PGMB Tschernihiw) und ab 2009 in mazedonischen (für Alkaloid Skopje) Ligen. In der deutschen Schachbundesliga war er in der Saison 2008/09 für den SV Wattenscheid gemeldet, kam jedoch unter anderem wegen Visa-Problemen nicht zum Einsatz.
Mit seiner höchsten Elo-Zahl von 2668 im Mai 2022 lag er hinter Şəhriyar Məmmədyarov und Teymur Rəcəbov auf dem dritten Platz der aserbaidschanischen Elo-Rangliste.